# Niphoparmena dohertyi
Niphoparmena dohertyi là một loài bọ cánh cứng trong họ Cerambycidae.